# Osmylops nesos
Osmylops nesos är en insektsart som beskrevs av Oswald 1998. Osmylops nesos ingår i släktet Osmylops och familjen Nymphidae. Inga underarter finns listade i Catalogue of Life.